# 마우리치오 카겔

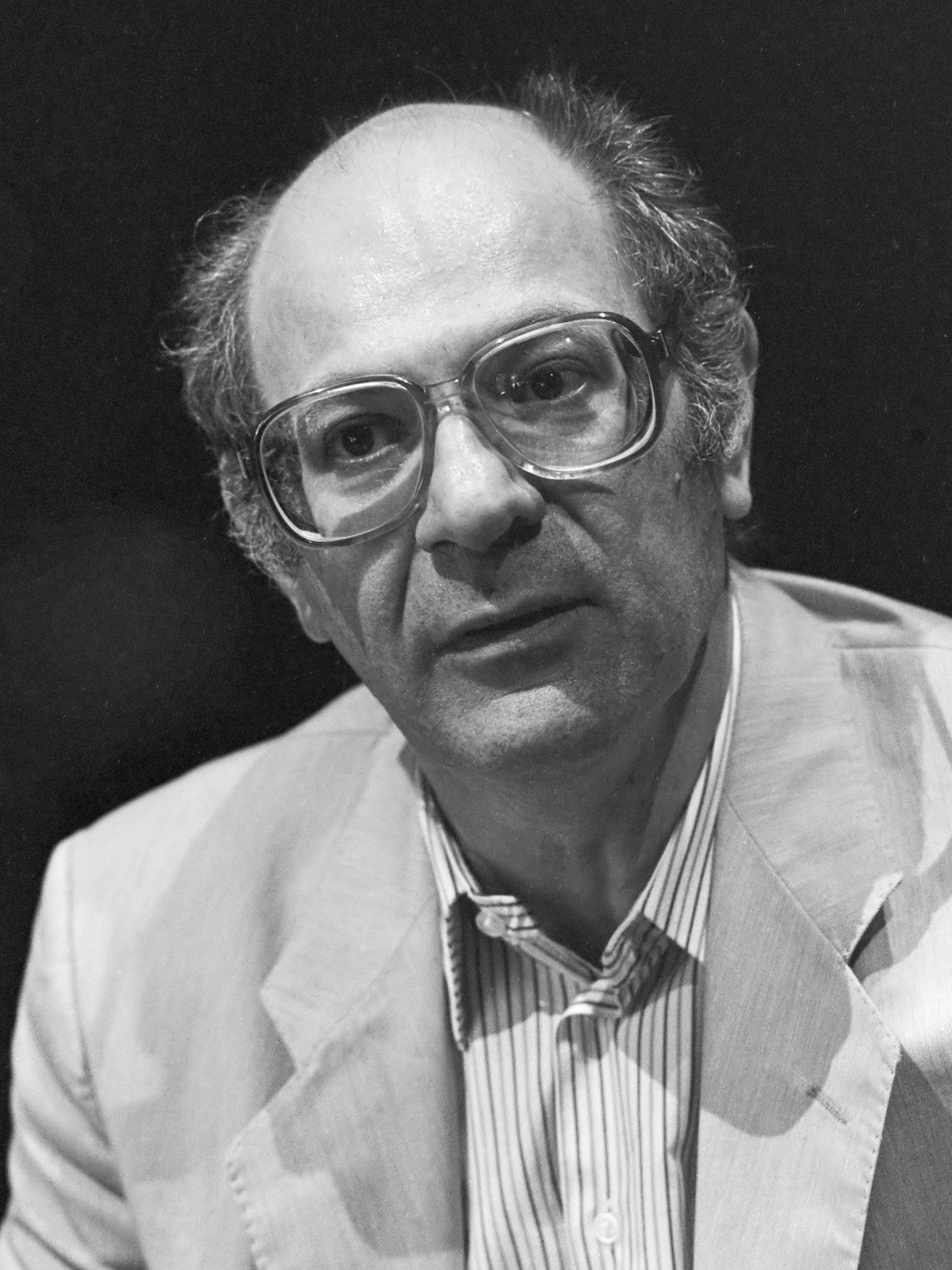

마우리치오 카겔(Mauricio Kagel, 1931년 12월 24일 부에노스 아이레스 ~ 2008년 9월 18일 쾰른)은 아르헨티나의 작곡가이다. 1957년부터 독일에 거주하였다.